# 검은꼬리주머니고양이
검은꼬리주머니고양이(Murexechinus melanurus)는 주머니고양이과에 속하는 유대류의 일종이다. 인도네시아와 파푸아뉴기니에서 발견된다. 자연 서식지는 아열대 및 열대 건조 숲이다. 검은꼬리주머니고양이속(Murexechinus)의 유일종이다.